# The Natch'l Blues
The Natch'l Blues je druhé studiové album Taje Mahala. Album vyšlo v prosinci 1968, několik měsíců po vydání předchozího alba s názvem Taj Mahal a vydala ho stejně jako předchozí společnost Columbia Records. Producentem alba byl David Rubinson.

## Seznam skladeb
| Strana 1 (LP) | Strana 1 (LP)                                  | Strana 1 (LP) | Strana 1 (LP) |
| Pořadí        | Název                                          | Autor         | Délka         |
| ------------- | ---------------------------------------------- | ------------- | ------------- |
| 1.            | Good Morning Miss Brown                        | Mahal         | 3:17          |
| 2.            | Corrina                                        | Mahal, Davis  | 3:03          |
| 3.            | I Ain't Gonna Let Nobody Steal My Jellyroll    | Mahal         | 3:14          |
| 4.            | Going Up to the Country, Paint My Mailbox Blue | Mahal         | 3:38          |
| 5.            | Done Changed My Way of Living                  | Mahal         | 7:04          |

| Strana 2 (LP) | Strana 2 (LP)                                       | Strana 2 (LP)  | Strana 2 (LP) |
| Pořadí        | Název                                               | Autor          | Délka         |
| ------------- | --------------------------------------------------- | -------------- | ------------- |
| 1.            | She Caught the Katy (And Left Me a Mule to Ride)    | Mahal, Rachell | 3:30          |
| 2.            | The Cuckoo                                          | traditional    | 4:16          |
| 3.            | You Don't Miss Your Water ('Til Your Well Runs Dry) | William Bell   | 4:26          |
| 4.            | Ain't That a Lot of Love                            | Banks, Parker  | 4:11          |

| Bonusy na CD reedici | Bonusy na CD reedici            | Bonusy na CD reedici | Bonusy na CD reedici |
| Pořadí               | Název                           | Autor                | Délka                |
| -------------------- | ------------------------------- | -------------------- | -------------------- |
| 10.                  | The Cuckoo (alternativní verze) | traditional          | 3:21                 |
| 11.                  | New Strangers Blues             | Mahal                | 5:41                 |
| 12.                  | Things Are Gonna Work Out Fine  | Mahal                | 3:17                 |

## Obsazení
- Taj Mahal – harmonika, kytara, zpěv
- Jesse Ed Davis – kytara, klavír, aranže
- Gary Gilmore – baskytara
- Chuck Blackwell – bicí
- Al Kooper – klavír
- Earl Palmer – bicí